# Hrabstwo Wood (Ohio)

Piramida wieku hrabstwa

Hrabstwo Wood – hrabstwo w USA, w stanie Ohio. Założone 1 kwietnia 1820. Według danych z 2000 roku hrabstwo miało 121 065 mieszkańców.

## Miasta
- Bowling Green
- Fostoria
- Northwood
- Perrysburg
- Rossford

## Wioski
- Bairdstown
- Bloomdale
- Bradner
- Custar
- Cygnet
- Grand Rapids
- Haskins
- Hoytville
- Jerry City
- Luckey
- Millbury
- Milton Center
- North Baltimore
- Pemberville
- Portage
- Risingsun
- Tontogany
- Walbridge
- Wayne
- West Millgrove
- Weston

## CDP
- Rudolph
- Stony Ridge